# Brani di Guitar Hero
Guitar Hero è un videogioco musicale per Sony PlayStation 2 sviluppato da Harmonix e pubblicato nel 2005. Il gameplay di Guitar Hero prevede l'uso di uno speciale controller a forma di chitarra modellato su una chitarra Gibson SG per ricreare la parte di chitarra solista di diverse canzoni di musica rock;
Il gioco presenta 47 canzoni giocabili; 30 di queste compongono la "carriera" del gioco e sono cover di brani famosi mentre i restanti 17 brani bonus vanno comprati nell'emporio di gioco con i soldi della carriera e, con la sola eccezione di Fire It Up dei Black Label Society, sono tutti brani di musica indie in parte registrati dai membri del team di sviluppo Harmonix e in parte di gruppi indie dell'area di Boston. Il chitarrista di uno dei gruppi dei brani bonus, Marcus Henderson dei Drist, ha suonato la chitarra solista in 20 delle 30 cover. Qua di seguito la tracklist:
1. Brani iniziali 
- I Love Rock 'n Roll - Joan Jett & The Blackhearts
- I Wanna Be Sedated - Ramones
- Thunder Kiss '65 - White Zombie
- Smoke on the Water - Deep Purple
- Infected - Bad Religion

2. Spaccatasti
- Iron Man - Black Sabbath
- More Than a Feeling - Boston
- You've Got Another Thing Comin' - Judas Priest
- Take Me Out - Franz Ferdinand
- Sharp Dressed Man - ZZ Top

3. Stati di Alterazione
- Killer Queen - Queen
- Hey You - The Exies
- Stellar - Incubus
- Heart Full of Black - Burning Brides
- Symphony of Destruction - Megadeth

4. Virtuosi si Diventa
- Ziggy Stardust - David Bowie
- Fat Lip - Sum 41
- Cochise - Audioslave
- Take It Off - The Donnas
- Unsung - Helmet

5. Delirio
- Spanish Castle Magic - Jimi Hendrix
- Higher Ground - Red Hot Chili Peppers
- No One Knows - Queens of the Stone Age
- Ace of Spades - Motörhead
- Crossroads - Cream

6. Tecnica Sovrumana
- Godzilla - Blue Öyster Cult
- Texas Flood - Stevie Ray Vaughan
- Frankenstein - The Edgar Winter Group
- Cowboys from Hell - Pantera
- Bark at the Moon - Ozzy Osbourne

Bonus Tracks
- Fire It Up - Black Label Society
- Cheat on the Church - Graveyard BBQ (Vincitore del concorso "Be a Guitar Hero")
- Caveman Rejoice - The Bags
- Eureka, I've Found Love - The Upper Crust
- All of This - Shaimus
- Behind the Mask - Anarchy Club
- The Breaking Wheel - Artillery
- Callout - The Acro-brats
- Decontrol - Drist
- Even Rats - The Slip
- Farewell Myth - Made in Mexico
- Fly on the Wall - Din
- Get Ready 2 Rokk - Freezepop
- Guitar Hero - Monkey Steals the Peach
- Hey - Honest Bob and the Factory-to-Dealer Incentives
- Sail Your Ship By - Count Zero
- Story of My Love - The Model Sons

Il gioco presenta ancora due brani bonus sbloccabili unicamente tramite l'uso di sistemi come Action Replay o GameShark; trattasi di:
- Graveyard Shift - artista sconosciuto
- Trippolette - Andrew Buch (compositore del Berklee College of Music ed ex componente del team Harmonix)